# Chorwacka Partia Demokratyczno-Chrześcijańska
Chorwacka Partia Demokratyczno-Chrześcijańska (chorw. Hrvatska demokršćanska stranka, HDS) – chorwacka partia polityczna o profilu chrześcijańsko-demokratycznym.

## Historia
HDS powstała w 1990 jako Chorwacka Partia Chrześcijańsko-Demokratyczna (chorw. Hrvatska kršćanska demokratska stranka, HKDS). Ugrupowanie brało udział w pierwszych demokratycznych wyborach w 1990 w ramach koalicji tworzonej przez formacje liberalne i narodowe. W 1992 wystawiło własną listę wyborczą, która uzyskała 2,7% głosów. W tym samym roku większość działaczy współtworzyła Chorwacką Unię Chrześcijańsko-Demokratyczną. HKDS nie została wyrejestrowana i kontynuowała działalność, pozostając ugrupowaniem pozaparlamentarnym.
W styczniu 2009 doszło zjednoczenia partii z dwoma innymi niewielkimi ugrupowaniami chadeckimi, w wyniku czego HDKS przekształciła się w Chorwacką Partię Demokratyczno-Chrześcijańską. Na jej czele stanął wówczas psychiatria ze Splitu Goran Dodig. W wyborach w 2011 chadecy otrzymali nieznaczne poparcie i nie wprowadzili swoich przedstawicieli do Zgromadzenia Chorwackiego.
Partia dołączyła później do Koalicji Patriotycznej skupionej wokół Chorwackiej Wspólnoty Demokratycznej. Z jej listy w wyborach w 2015 Goran Dodig uzyskał mandat deputowanego VIII kadencji. Utrzymywał go również w wyborach w 2016 i 2020. W 2024 HDS uzyskała również jeden mandat poselski z listy koalicji zorganizowanej wokół HDZ (zdobył go wówczas Hrvoje Zekanović).